# Kopi luwak

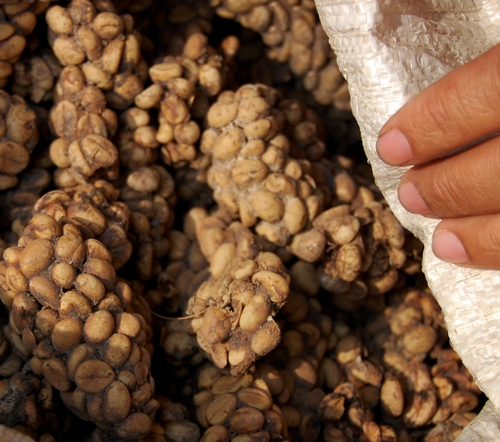
Graines de kopi luwak après récolte.

Le kopi luwak est un café récolté dans les excréments d'une civette asiatique, le luwak (Paradoxurus hermaphroditus) de la famille des viverridés, du fait d'une digestion quasi inexistante.
La civette consomme en effet les cerises du caféier, digérant leur pulpe mais pas leur noyau, qui se retrouve dans ses excréments. Dans le tube digestif du luwak, les sucs gastriques — composés d'enzymes qui divisent les chaînes de protéines en chaînes plus petites ou en acides aminés individuels — font subir une transformation bénéfique aux arômes des grains de café. 
Il est produit essentiellement dans l'archipel indonésien, à Sumatra, Java, Bali, Sulawesi, aux Philippines et dans le Timor oriental. 
Il a valu en 1995 un prix Ig-Nobel, en nutrition, à John Martinez, de J. Martinez & Co à Atlanta. 

## Histoire
L'origine du kopi luwak est étroitement liée à celle de la production du café en Indonésie. Au début du XVIIIe siècle, les Néerlandais créèrent dans leurs colonies des Indes orientales de Java et Sumatra des plantations de café, notamment d'arabica du Yémen. Au moment du Cultuurstelsel (1830—1870), ils interdirent aux fermiers indigènes et à leurs employés de cueillir le café pour leur usage personnel. Désireux de goûter néanmoins le fameux breuvage, ceux-ci découvrirent que certaines espèces de musang ou luwak (civette palmiste commune) consommaient les fruits des caféiers et rejetaient les graines dans leurs excréments. Ils consommèrent celles-ci nettoyées, grillées et moulues. La réputation de ce café de civette atteignit bientôt les propriétaires des plantations, qui en firent leur favori. Il était cher, même à cette époque, du fait de sa rareté et de son processus d'élaboration.

## Production

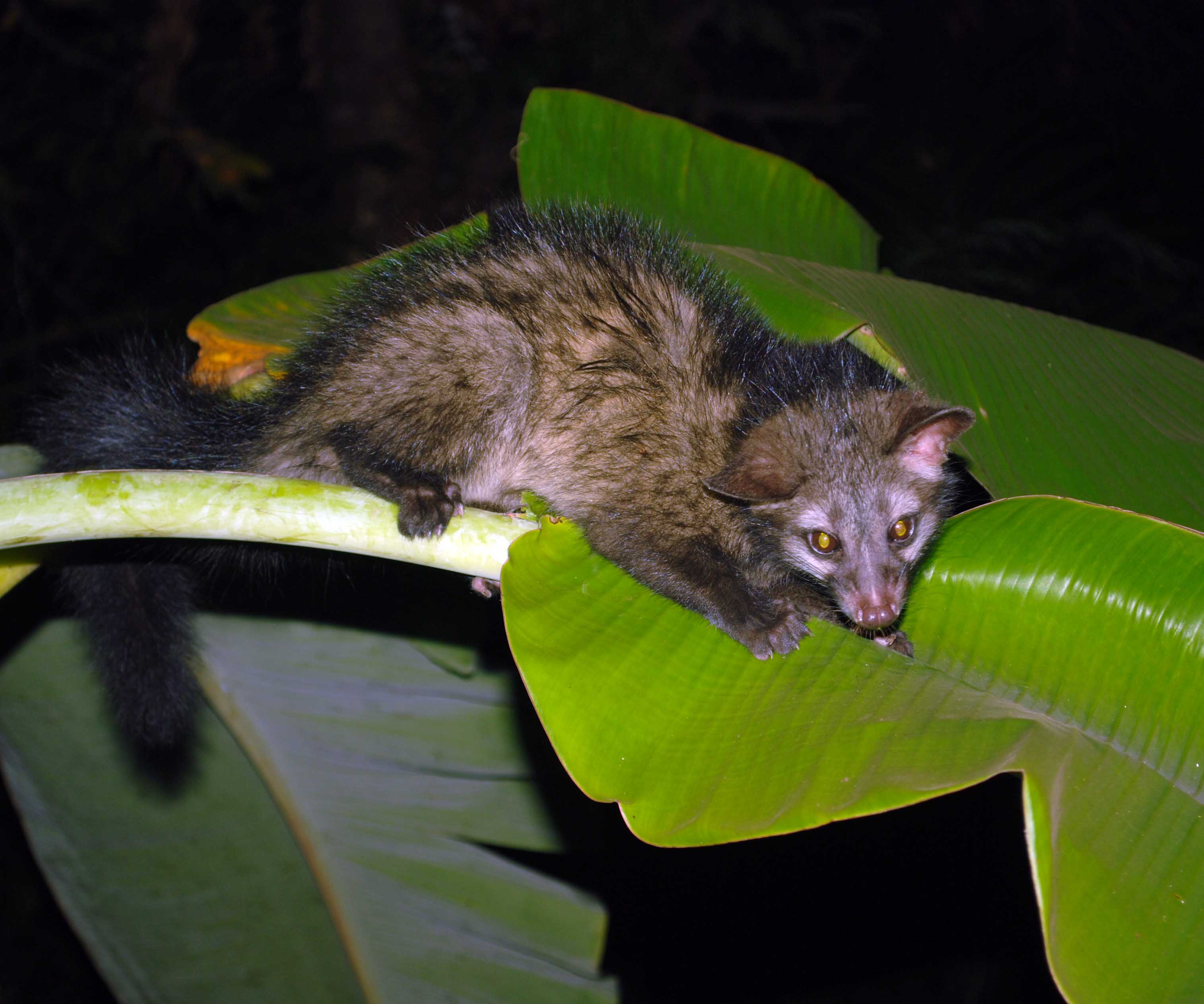
Un luwak

Kopi est le mot indonésien pour désigner le café. Luwak est un nom local de la civette palmiste commune à Sumatra et à Johor (Malaisie). Les civettes palmistes sont principalement frugivores : elles se nourrissent de baies et de fruits charnus comme ceux de certains Ficus et palmiers. Elles mangent aussi de petits vertébrés, des insectes, des fruits mûrs et des graines.
La production a commencé en ramassant dans la nature les excréments avec lesquels les civettes marquent les limites de leurs territoires. Aujourd'hui elle a lieu dans des fermes, où les civettes sont soit en cage, soit dans des enclos.
Les civettes mangent les « cerises » de café pour leur pulpe. Après environ un jour et demi dans leur tube digestif, les graines sont rejetées en grappes, encore dures et encore couvertes d'une partie des enveloppes intérieures du fruit. Elles sont récoltées, soigneusement lavées et séchées au soleil, avant d'être légèrement torréfiées de manière à conserver leurs arômes complexes et l'absence d'amertume gagnés à l'intérieur de la civette.
Le café Misha, dont le processus de fabrication est similaire, est digéré par une variété de coati (Nasua nasua) au Pérou. D'autres cafés utilisant la digestion de certains animaux existent également, notamment le Black Ivory, café d'éléphant thaïlandais, et le Jacu Bird, impliquant une variété d'oiseaux au Brésil.

## Cultivars, mélanges et goût
On trouve sous le nom de kopi luwak de nombreux cultivars et mélanges d'arabica, de robusta, de liberica, d'excelsa ou autres consommés par les civettes, et leur goût est donc très variable. Cependant tous les kopi luwak ont un même profil aromatique et une commune absence d'amertume.
Leur torréfaction est légère, avec une couleur variant de cinnamon à medium, avec très peu ou pas du tout de caramélisation des sucres, contrairement aux graines fortement grillées. Les kopi luwak aux profils les plus doux sont en outre généralement moins torréfiés. Les mélanges de kopi luwak pour café glacé peuvent révéler des arômes absents des autres cafés.
Sumatra est le plus gros producteur de kopi luwak, principalement à partir d'une variété d'arabica cultivés dans l'archipel indonésien depuis le XVIIe siècle. Le « kape alamid » des Tagalog est produit par des civettes nourries d'un mélange de graines et vendu dans la province de Batangas et dans les boutiques de cadeaux des aéroports des Philippines.

## Recherches

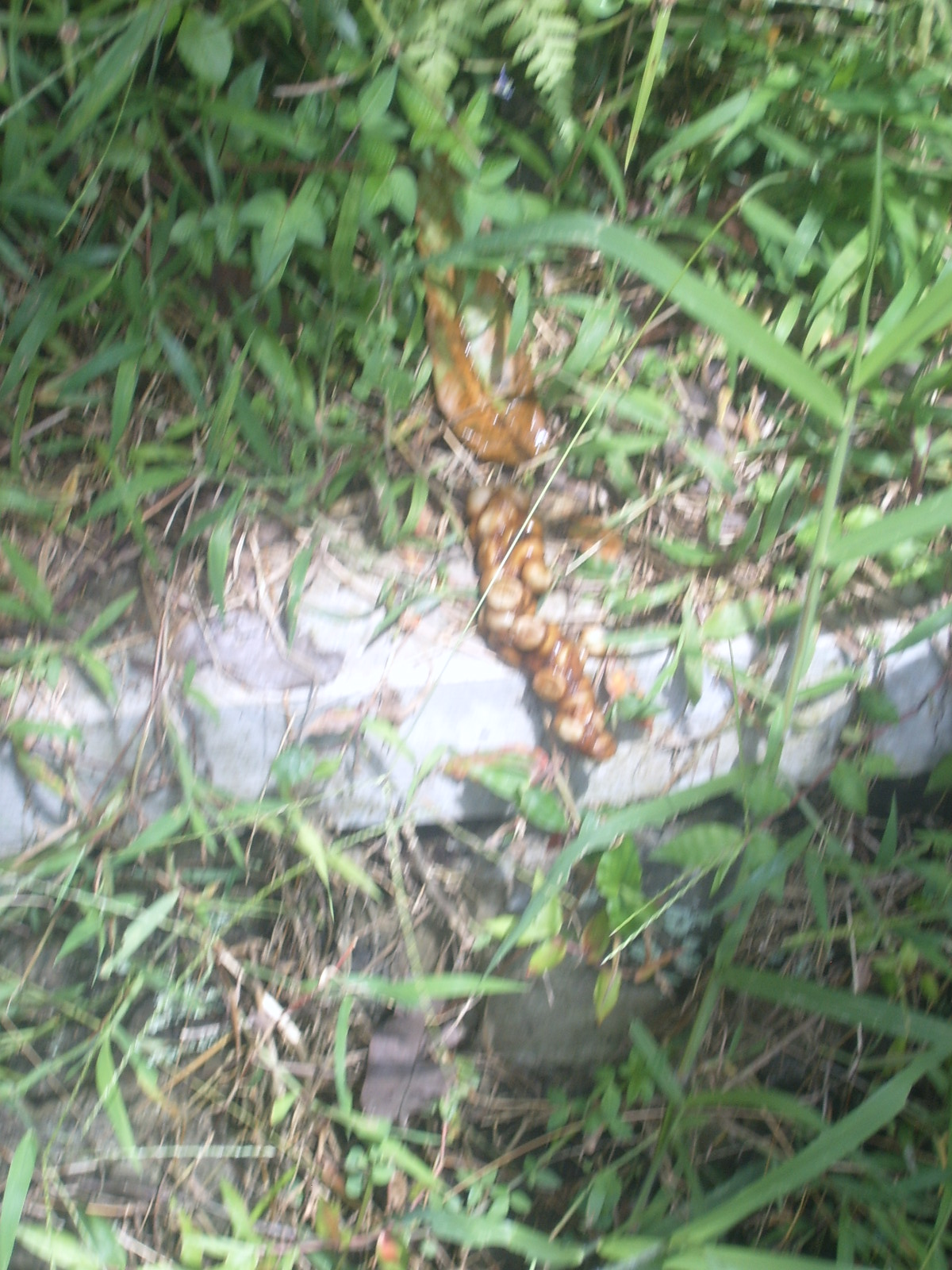
Excréments de civette dans une plantation de café avant récolte, à l'est de Java

Rudy Montjury, de l'Université de Guelph, en Ontario, a montré que les sécrétions du tube digestif des civettes s'infiltrent dans les graines. Elles contiennent des enzymes protéolytiques qui brisent certaines protéines en peptides ou en acides aminés libres. Le parfum du café doit beaucoup à ses protéines, et on suppose donc que cette modification de leur type et de leur nombre dans les graines avalées par les civettes est à l'origine du parfum unique du kopi luwak. Les protéines sont aussi impliquées dans les réactions de Maillard qui se produisent au cours de la torréfaction. En outre, dans la civette, les graines commencent à germer : ce maltage diminue aussi leur amertume,.
Au commencement de ses recherches, Marcone doutait de l'innocuité du kopi luwak. Il a cependant découvert qu'après un bon lavage, le taux d'organismes pathogènes est insignifiant. De plus, la torréfaction à haute température contribue probablement à rendre les graines plus sûres après lavage.[réf. nécessaire]

## Prix
Le kopi luwak est le café le plus cher du monde, vendu entre 100 et 600 dollars américains la livre. Le café de putois vietnamien (cà phê chồn), fait à partir de graines rejetées par des civettes sauvages, est vendu 6 600 dollars le kilogramme. Le kopi luwak est vendu principalement au Japon[citation nécessaire] et aux États-Unis et servi à la tasse dans les cafés d'Asie du Sud-Est. L'évaluation de la production mondiale varie considérablement selon les sources.
En novembre 2006 l‘Herveys Range Heritage Tea Rooms, un petit café dans les collines au-dessus de Townsville, dans le Queensland, a mis le kopi luwak à son menu à 50 dollars australiens la tasse, vendant en moyenne sept tasses par semaine, ce qui a attiré l'attention de la presse australienne et internationale. En avril 2008, la brasserie du grand magasin Peter Jones de Sloane Square (à Londres) a commencé à vendre un mélange de kopi luwak et de Jamaica Blue Mountain sous le nom de Caffe Raro pour 50 livres la tasse. Dans le centre de Milan, Pecks vend un petit expresso pour 8 euros.

## Imitations
Certains cafés essaient d'imiter le goût du kopi luwak, en partie à cause de la diminution des populations de civettes, qui sont aussi chassées pour leur viande. La production de kopi luwak demande beaucoup de travail, qu'il soit sauvage ou d'élevage, ce qui contribue à son coût élevé et pousse les recherches pour augmenter la productivité.
Une étude de l'Université de Guelph a été consacrée au processus par lequel les acides de l'estomac de la civette et ses enzymes digèrent l'enveloppe de la graine et attaquent la graine elle-même. L'université de Floride a développé un moyen d'imiter la production naturelle de kopi luwak sans l'intervention d'aucun animal. Sa licence a été vendue à une entreprise de Gainesville, « Coffee Primero », qui produit et distribue cette imitation à un prix compétitif avec les cafés de qualité ordinaire,.

## Culture populaire
- Le kopi luwak est le café adulé par Edward Cole, interprété par Jack Nicholson, dans le film Sans plus attendre (2007), avant que Carter Chambers, joué par Morgan Freeman, lui révèle sa nature spécifique.
- Dans le premier épisode de la série québécoise Les Bobos, les personnages d'Étienne et Sandrine Maxou demandent, dans un café : « Avez-vous du Kopi Luwak, le café le plus raffiné du monde dont les grains sont chiés par une marmotte ? — C'est 600 dollars le kilo, mais ça vaut ça ! »
- Dans Judgement, jeu vidéo japonais, il est possible de boire un kopi luwak à la suite de l'accomplissement d'une mission secondaire dans un café. « Mais 10 000 yens la tasse ? Pas question d'en boire tous les jours. »[18][pas clair]